# Zagrebačka pivovara
Zagrebačka pivovara je osnovana kada se pokazalo da mali zagrebački obrtnici, pivari s Gornjeg grada nisu mogli proizvesti dovoljno piva za grad koji se sve više širio i razvijao. Glavni inovatori za gradnju nove pivovare bili su zagrebački grof Gustav Pongratz i barun Petar Dragan Turković.

## Povijest
Osnivačka skupština Zagrebačke pivovare kao dioničkog društva održana je 19. svibnja 1892. u prostorijama Hrvatske eskomptne banke na Jelačićevu trgu. Uskoro se pristupilo izgradnji tvorničke zgrade po nacrtima arhitekta Kuna Weidmanna, a u izvedbi Janka Grahora na lokaciji Gornja Ilica. Svečano otvorenje održano je 12. srpnja 1893. godine. Tisuće zagrepčana pohitalo je posjetiti novo zdanje, čiji je vrt petnaest godina prije nego što je uopće Zagreb dobio električnu rasvjetu bio rasvijetljen električnim svjetlom. To je bila posebna atrakcija, koju je svaki Zagrepčanin htio vidjeti i osjetiti.
Pivovara je imala i sustav za hlađenje Habermann te dinamo stroj jakosti 110 volta i dva kotla volumena 64 kubičnih litara. Uz električnu rasvjetu od 12 svjetiljki, a pod zaštitom krova koji je štitio od sunca i vjetra, ondje su se građani mogli ugodno osjećati. Pivovara je tako postala sastavni dio najvećih zagrebačkih znamenitosti. Te je godine započela i s proizvodnjom Ožujskog piva, danas najprodavanijeg piva u Hrvatskoj. Godine 1993. pivovara je ponovno postala dioničkim društvom.
Tijekom svoje 120 godina duge tradicije u spravljanju piva, kvalitete i predanog rada Zagrebačka pivovara izrasla je u najveću hrvatsku pivovaru. Svoju predanost pivu potvrdila je poslovnim dostignućima i pozicijom vodeće pivovare na hrvatskom tržištu. Od  lipnja 2012. Zagrebačka pivovara je dio Molson Coors grupacije u poslovnoj jedinici Molson Coors Europa.

## Zanimljivosti
```
"Tamo gdje za Zagrebčane Zagreb prestaje, iza Mandalice – digao se najedanput kao da je iz zemlje nikao, novi dio grada... lijepi i ogromni taj niz zgrada jest "Zagrebačka dionička pivovara i tvornica slada" - poduzeće hrvatskih novčara i velikih posjednika."
 Zagrebački 
Obzor
 
1892.
 godine tim je riječima pisao o osnutku Zagrebačke pivovare. 
```

Ožujsko pivo ime je dobilo po mjesecu ožujku u kojem se tradicionalno proizvodilo najbolje pivo. Svake sekunde u Hrvatskoj se u prosjeku popije 10 boca Ožujskog piva. Gotovo svako drugo pivo popijeno u Hrvatskoj je pivo Zagrebačke pivovare. Dnevno se kupi više od miljun boca nekog piva Zagrebačke pivovare.

## Proizvodi

### Ožujsko pivo
Vrsta: svijetlo lager pivo 

Alc.vol.: 5,0 % 
Ekstrakt: 11 % 

### Ožujsko Rezano
Vrsta: mješavina svijetlog i crnog piva 

Alc.vol.:5,9 % 

Ekstrakt: 13,7 % 

### Ožujsko Amber
Vrsta: crveno lager pivo 

Alc.vol.: 4,8 % 

Ekstrakt: 11,6 % 

### Ožujsko Cool
Vrsta: bezalkoholno svijetlo lager pivo 

Alc.vol.: max 0,5 % 

Ekstrakt: 6,5% 

### Ožujsko limun
Vrsta: mješavina piva i soka 

Alc.vol.: 2,0 % 
Ekstrakt: 6,8 % 

### Ožujsko grejp
Vrsta: mješavina piva i soka 

Alc.vol.: 2,0 % 

Ekstrakt: 8,3 % 

### Tomislav pivo
Vrsta: specijalno tamno pivo 

Alc.vol.: 7,3 % 
Ekstrakt: 17,75 % 

### Božićno pivo
Vrsta: svijetlo lager pivo 
Alc.vol.: 5,0 % 

Ekstrakt: 11,8 % 

### Nikšićko pivo
Vrsta: svijetlo lager pivo 

Alc.vol.: 5,0 % 

Ekstrakt: 11,4 % 

### Beck’s
Vrsta: svijetlo lager pivo 

Alc.vol.: 5,0 % 
Ekstrakt: 11,2 % 

### Stella Artois
Vrsta: svijetlo lager pivo 

Alc.vol.: 5,0 % 
Ekstrakt: 11,4 % 

### Staropramen
Vrsta: svijetlo lager pivo 

Alc.vol.: 5,0 % 
Ekstrakt: 11,8 % 

### Staropramen Selection
Vrsta: tamno lager pivo 

Alc.vol.: 4,8 % 

Ekstrakt: 11,3 % 

### Carling
Vrsta: svijetlo lager pivo 

Alc.vol.: 4,0 % 

Ekstrakt: 8,9 % 

### Corona
Vrsta: svijetlo lager pivo 

Alc.vol.: 4,5 %

Ekstrakt: 11,3 % 

### Leffe Blond, Brune
Vrsta: belgijsko samostansko ale pivo 

Alc.vol.: 6,6 % 

Ekstrakt: 15,6 %

### Hoegaarden
Vrsta: svijetlo pšenično mutno i nefiltrirano pivo ale 

Alc.vol.:4,9 % 

Ekstrakt: 11,7 %

### Lowenbrau
Vrsta: svijetlo lager pivo 

Alc.vol.: 4,0 % 
Ekstrakt: 9,2 % 

### Branik
Vrsta: svijetlo lager pivo 

Alc.vol.: 4,0 % 

Ekstrakt: 9,0 %

## Vanjske poveznice
- Zagrebačka pivovara Hrvatska tehnička enciklopedija, portal hrvatske tehničke baštine. LZMK